# Pupilla
Pupilla là chi thực vật có hoa trong họ Acanthaceae. Chi này có thời gian được xếp vào trong chi Justicia.